# Kasuga (métro de Tokyo)
Kasuga (春日駅, Kasuga-eki) est une station du métro de Tokyo sur les lignes Mita et Ōedo dans l'arrondissement de Bunkyō à Tokyo. Elle est exploitée par le Bureau des Transports de la Métropole de Tokyo (Toei).

## Situation sur le réseau
La station Kasuga est située au point kilométrique (PK) 6,8 de la ligne Ōedo et au PK 11,3 de la ligne Mita.

## Histoire
La station a été inaugurée le 30 juin 1972 sur la ligne Mita. La ligne Ōedo y arrive le 12 décembre 2000.

## Services aux voyageurs

### Accès et accueil
La station est ouverte tous les jours.
En moyenne, 122 237 voyageurs ont fréquenté quotidiennement la station en 2015.

### Desserte
- Ligne Mita :
  - voie 1 : direction Meguro (interconnexion avec la ligne Tōkyū Meguro pour Hiyoshi)
  - voie 2 : direction Nishi-Takashimadaira
- Ligne Ōedo :
  - voie 3 : direction Iidabashi et Tochōmae
  - voie 4 : direction Roppongi

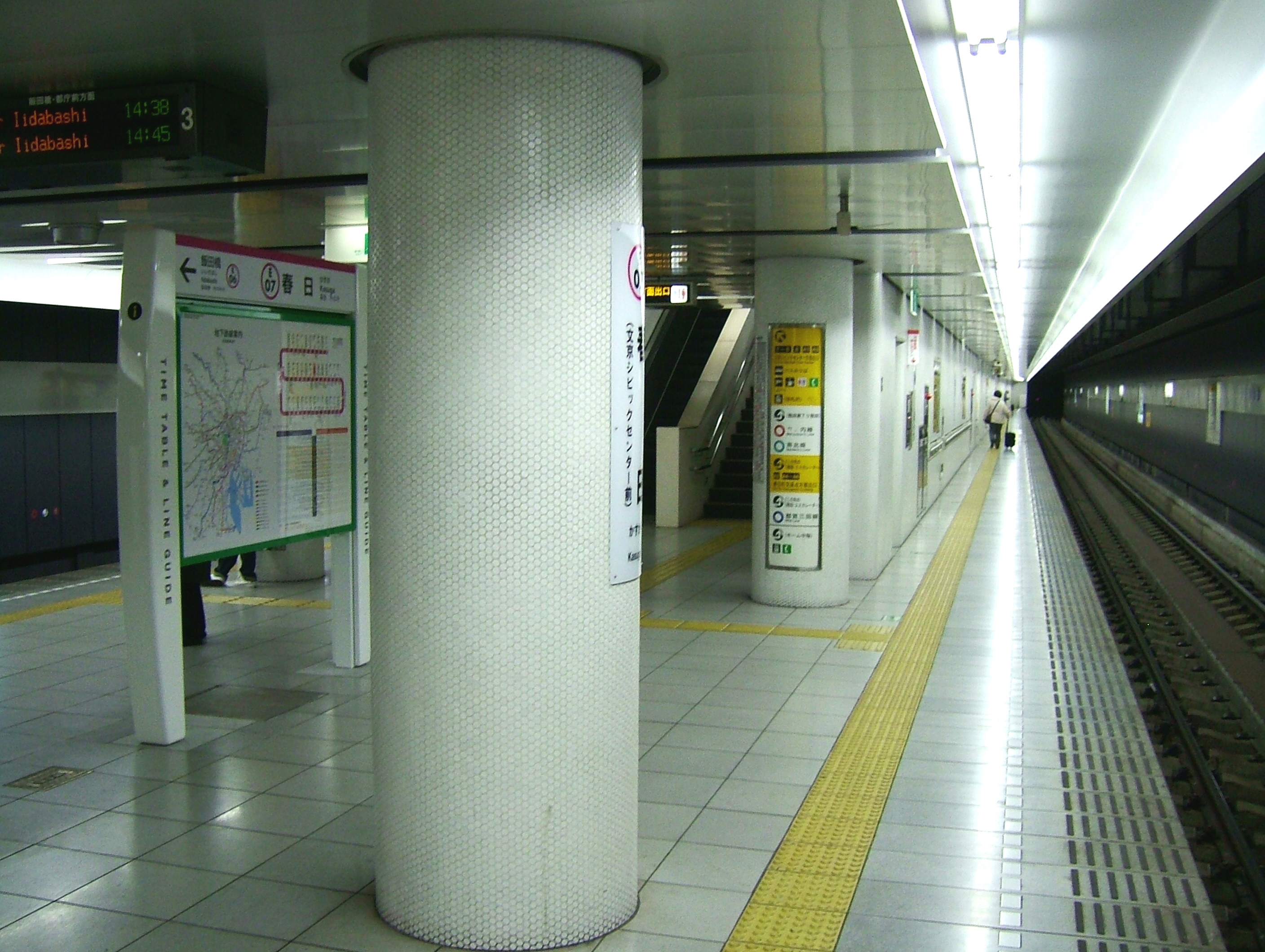
Quai de la ligne Ōedo
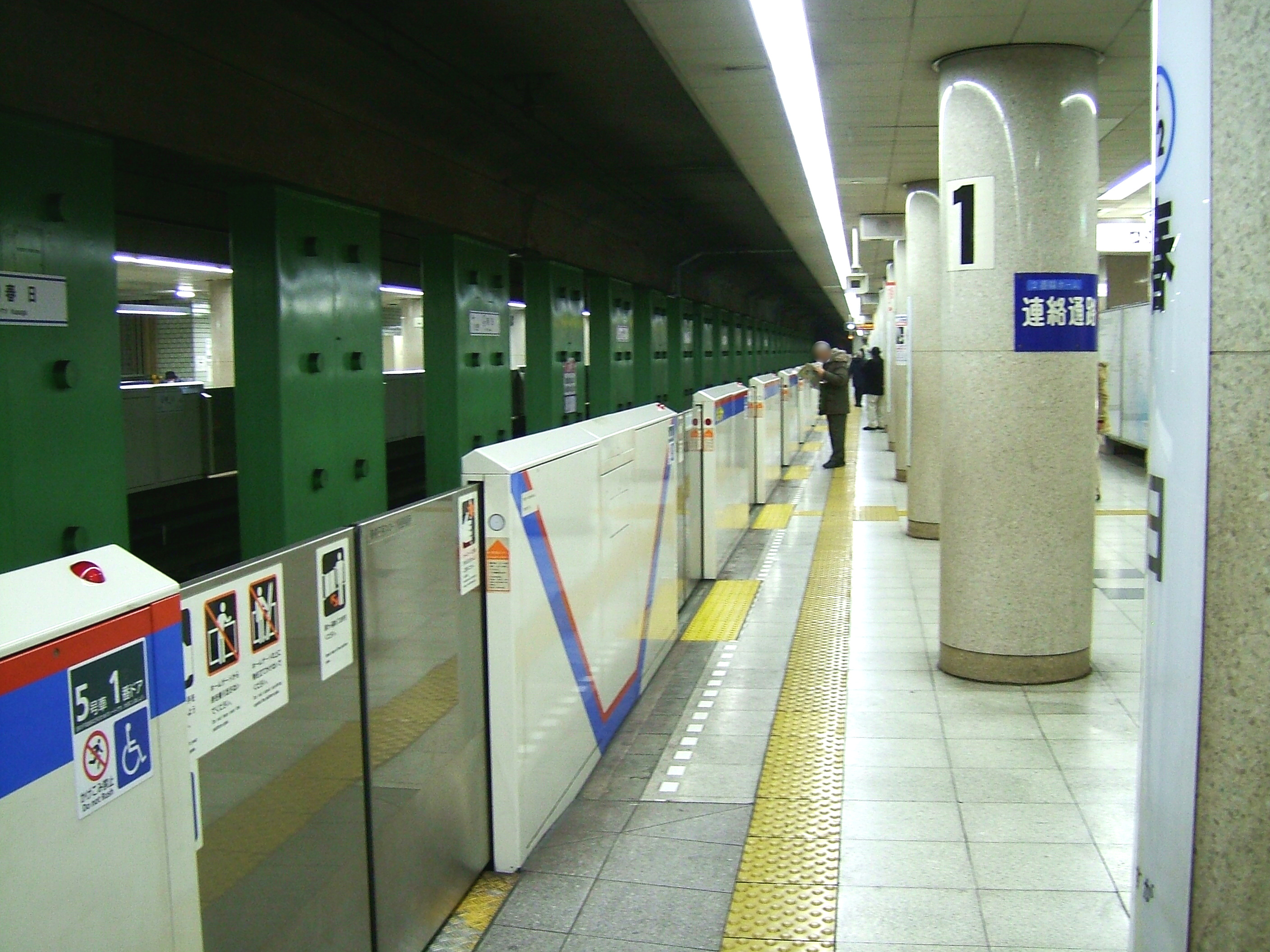
Quais de la ligne Mita

### Intermodalité
Kasuga se trouve à proximité de Kōrakuen (lignes Marunouchi et Namboku), et les deux stations sont reliées par un couloir de correspondance.